# 2006 QV89
2006 QV89 (також записується як 2006 QV89) — навколоземний астероїд групи Аполлона близько 30 метрів у діаметрі. Його відкрили 29 серпня 2006, коли астероїд перебував на відстані близько 0,03 а.о. від Землі і мав сонячну елонгацію 150 градусів. Астероїд мав коротку 10-денну дугу спостереження і його не спостерігали з 2006 року. За оцінкою астероїд має наблизиться до Землі 23−27 вересня 2019 року на відстань близько 0,04 а.о.

## Імовірне зіткнення із Землею
2006 QV89 має невеликий нахил орбіти до площини екліптики (1,07°) і мінімальну відстань перетину орбіти Землі лише 10200 км. Очікується, що астероїд наблизиться до Землі наприкінці вересня 2019. Але оскільки астероїд не спостерігався з 2006 року, відповідно до таблиці оцінки ризиків Sentry ймовірність зіткнення астероїда із Землею оцінюється як 1 на 9100.